# Il grande inganno
Il grande inganno (The Two Jakes) è un film del 1990 diretto ed interpretato da Jack Nicholson, e sequel di Chinatown del 1974.
Il film non è stato un successo al botteghino e ha ricevuto recensioni contrastanti, ma ha trovato maggior successo nel mercato home media.

## Trama
A Los Angeles nel 1948, Jake Berman assume l'investigatore privato Jake Gittes per indagare sulla presunta infedeltà della moglie. Durante gli appostamenti, quando Berman dovrebbe irrompere sulla scena del flagrante adulterio per precostituire la prova per la separazione, lo stesso Berman uccide l'amante della moglie. Questi è in realtà il suo socio in affari milionari.
Le successive indagini di Gittes consentono di scoprire una serie di tradimenti, interessi, delitti e di dipanare quindi la matassa.